# Colônia Úlpia Trajana

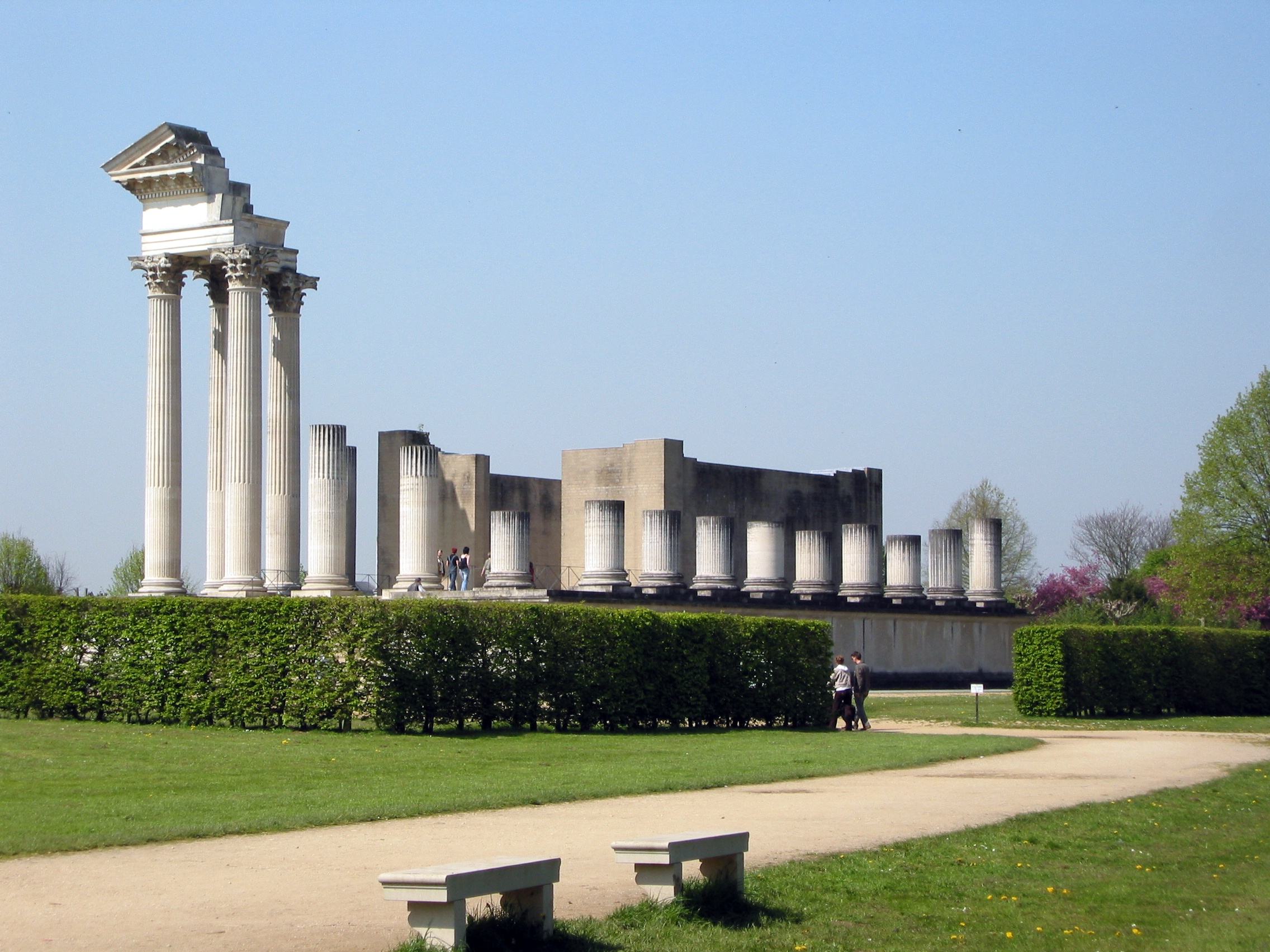
Reconstrução parcial do templo no cais

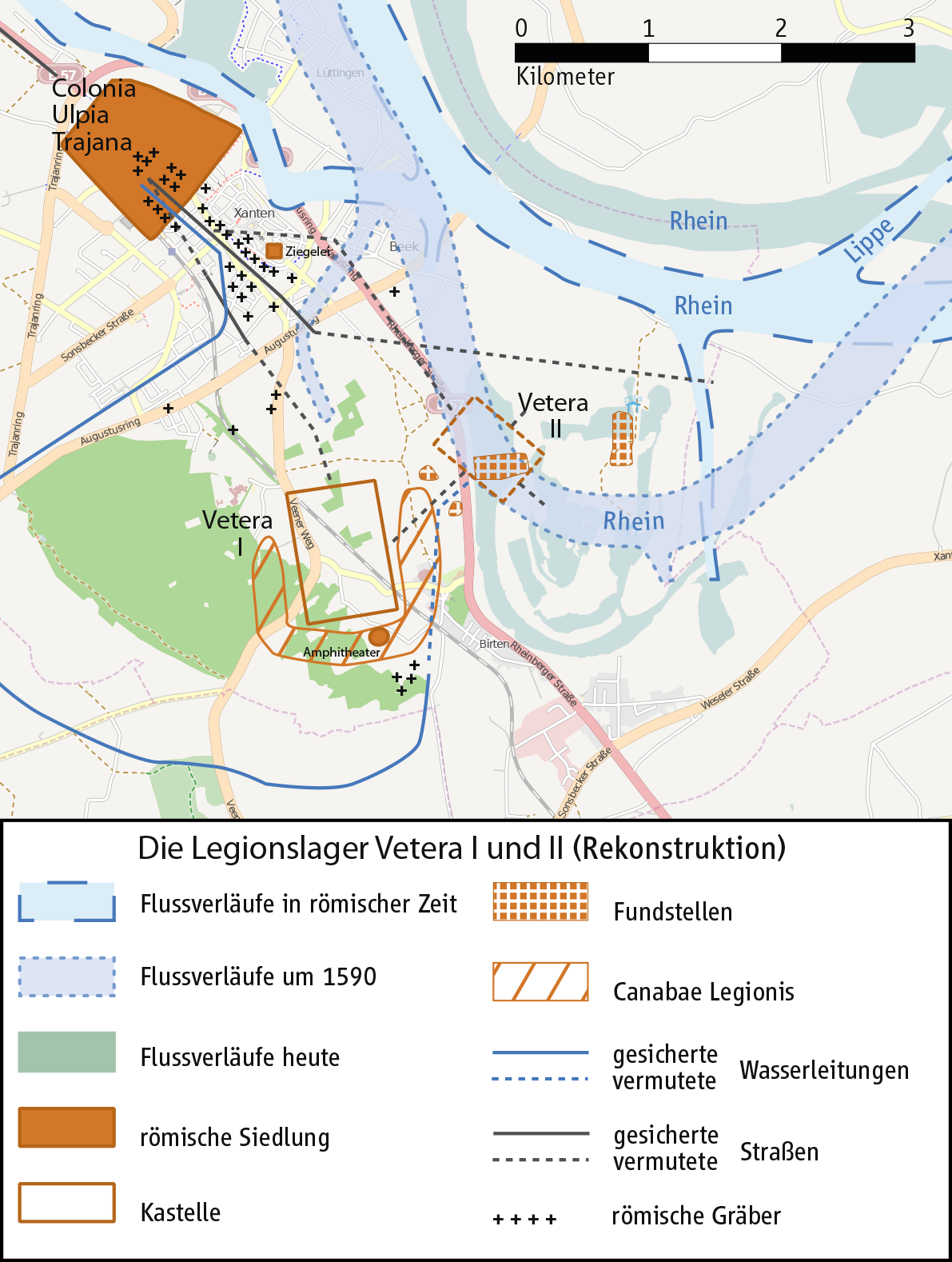
Área imediata da atual cidade de Xanten com os castros Vetera I e II e a Colônia Úlpia Trajana

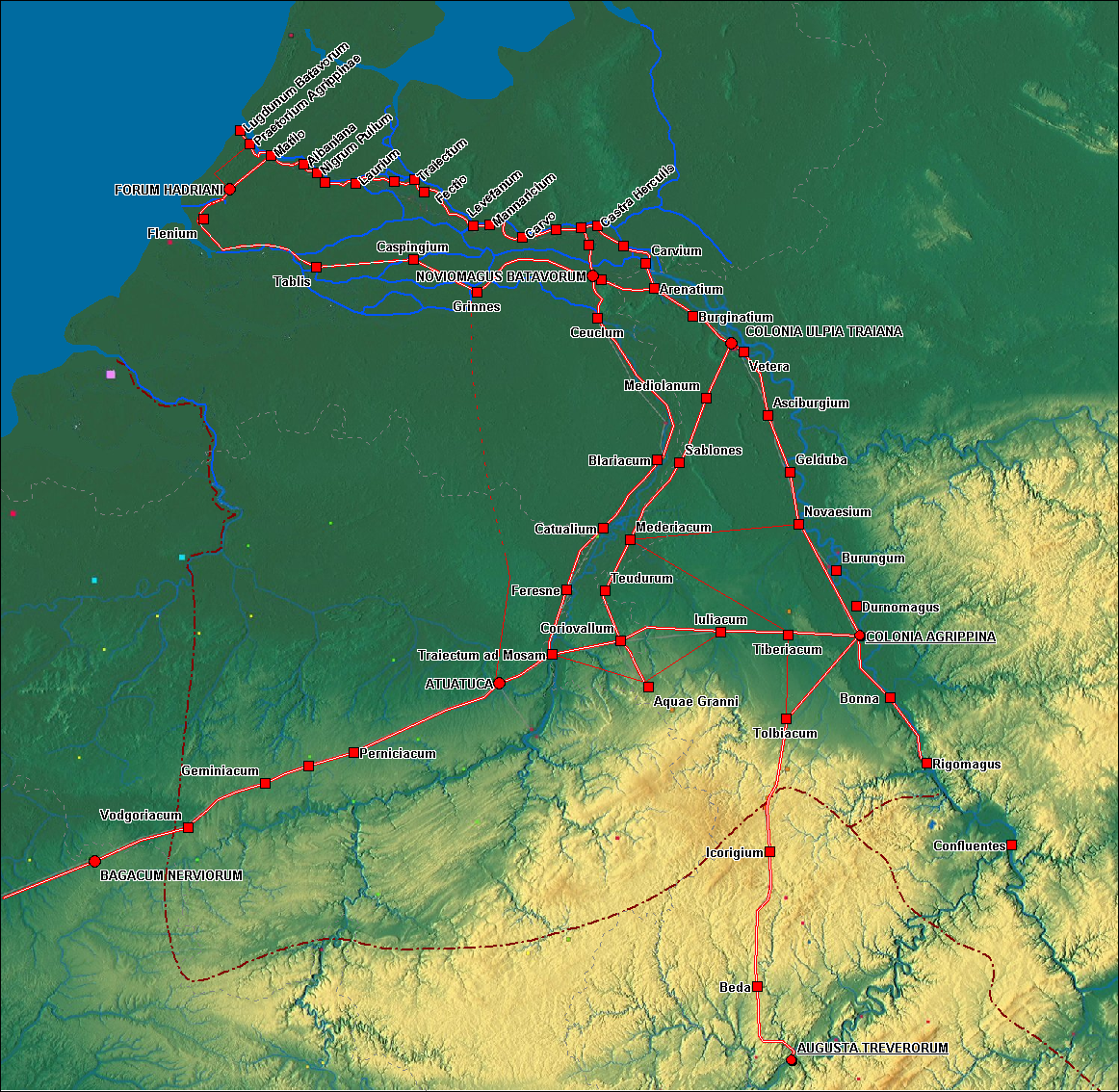
Estradas romanas da Germânia Inferior

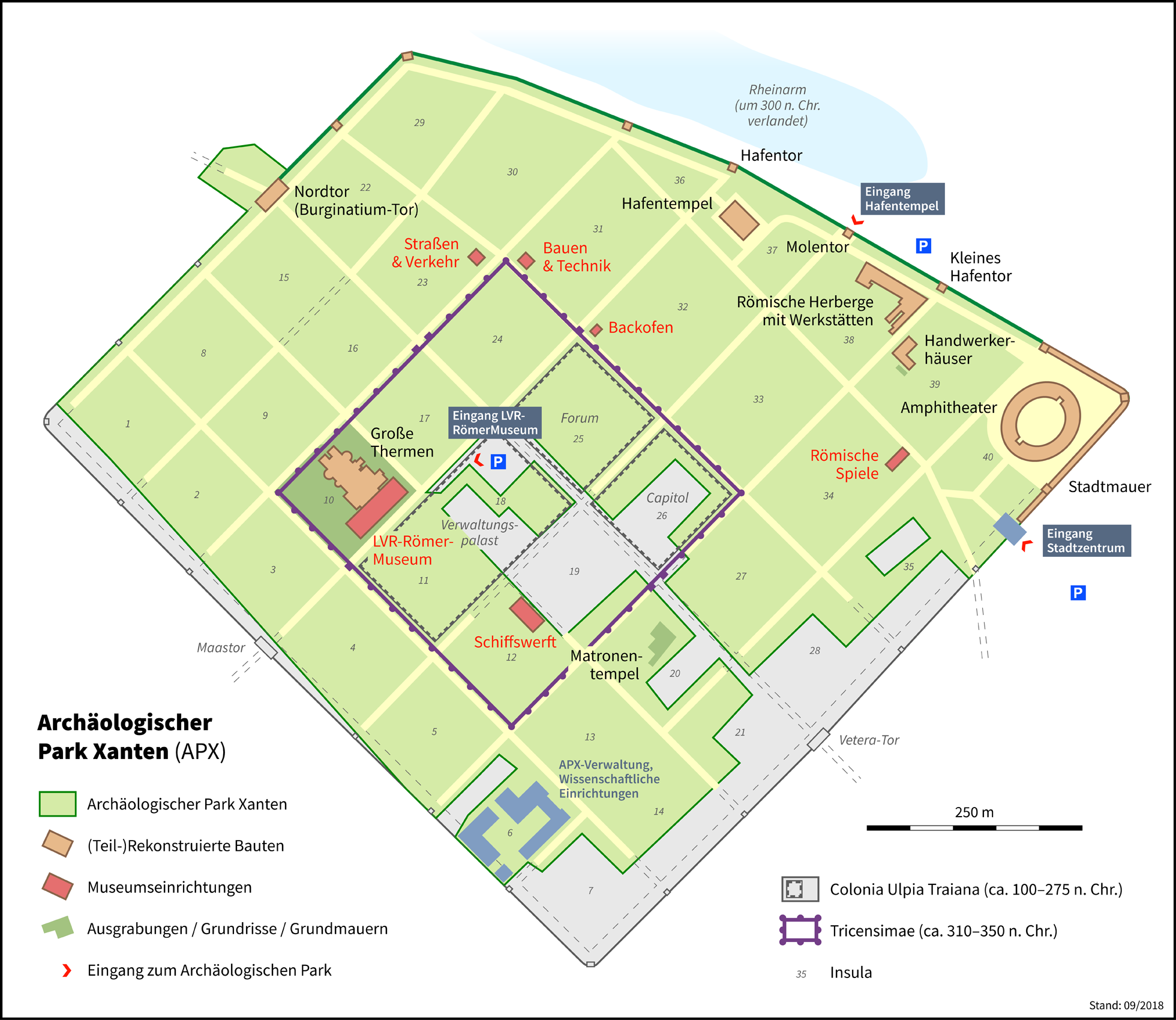
Úlpia Trajana, Tricensima e o Parque Arqueológico de Xanten

A Colônia Úlpia Trajana (português brasileiro) ou Colónia Úlpia Trajana (português europeu) (em latim: Colonia Ulpia Traiana) foi uma cidade romana localizada próximo à atual cidade de Xanten (Renânia do Norte-Vestfália).
Foi fundada pelo imperador Trajano (r. 98–117) e denominada em sua memória. Como colônia pertencia ao grupo de aproximadamente 150 localidades do Império Romano que tinham esse direito de cidade e que eram vistas como imagens de Roma.
A Colônia Úlpia Trajana foi depois de Colônia Cláudia Ara Agripinênsio (atual Colônia) e Augusta dos Tréveros (atual Tréveris) a terceira maior cidade romana ao norte dos Alpes e uma cidade principal da Germânia Inferior.